# Paya Gaboh (Idi Tunong)
Paya Gaboh is een bestuurslaag in het regentschap Aceh Timur van de provincie Atjeh, Indonesië. Paya Gaboh telt 230 inwoners (volkstelling 2010).